# Erwin Brug
Erwin Brug (* 15. Mai 1938 in Forchheim) ist ein deutscher Emeritus für Chirurgie.

## Leben
Abgesehen von einem Semester an der Universität Wien studierte Brug an der Friedrich-Alexander-Universität in Erlangen Medizin. 1962 wurde er Mitglied des Corps Baruthia. In Erlangen durchlief er auch die chirurgische Ausbildung bei Gerd Hegemann, Heinrich Beck und Jürgen Geldmacher. 1975 habilitierte er sich  für Unfallchirurgie und Handchirurgie. Nach drei Jahren als Privatdozent wurde er 1978 zum apl. Professor ernannt. Die Westfälische Wilhelms-Universität berief ihn als Leiter der neuen und zunächst unselbständigen Abteilung innerhalb der Chirurgischen Klinik. Als er den Ruf der Philipps-Universität Marburg ablehnte, wurde seine Stellung zum Lehrstuhl aufgewertet. Gegenüber offenen Osteosynthesen zurückhaltend, verficht Brug von jeher die Marknägel und die Fixateurs externes. Brug wurde 2003 emeritiert und lebt seit 2007 wieder in Franken.